# Bustin’ + Dronin’
| Оценки критиков | Оценки критиков                                                          |
| Источник        | Оценка                                                                   |
| --------------- | ------------------------------------------------------------------------ |
| Allmusic        | 2 из 5 звёзд · 2 из 5 звёзд · 2 из 5 звёзд · 2 из 5 звёзд · 2 из 5 звёзд |

Bustin' + Dronin' — сборник британской рок-группы Blur, содержащий ремиксы и концертные записи группы. Первоначально альбом был выпущен эксклюзивно для японского рынка в феврале 1998 года, однако в апреле сборник вышел в Великобритании и США ограниченным тиражом.

## Об альбоме
Все ремиксы на альбоме были сделаны на композиции с альбома Blur. После пяти студийных альбомов, спродюсированных Стивеном Стритом, лейбл Food Records предложил группе нанять других продюсеров для создания ремиксов. Ремикс от Уильяма Орбита понравился участникам группы. Позже Blur выбрали Орбита для продюсирования их шестого студийного альбома 13, вышедшего в 1999 году. Сборник занял только 50-е место в чарте Великобритании, поскольку там альбом вышел ограниченным тиражом.

## Список композиций
- Диск 1

1. «Movin' On» (William Orbit mix) — 7:56
2. «Death of a Party» (Well Blurred remix) — 6:45
3. «On Your Own» (Crouch End broadway mix) — 4:11
4. «Beetlebum» (Moby's mix) — 6:42
5. «Essex Dogs» (Thurston Moore's mix) — 9:00
6. «Death of a Party» (Billy Whiskers mix) — 4:45
7. «Theme From Retro» (John McEntire’s mix) — 5:41
8. «Death of a Party» (12" death) — 7:07
9. «On Your Own» (walter wall mix) — 15:00

- Диск 2

1. «Popscene» — 3:05
2. «Song 2» — 1:50¹
3. «On Your Own» — 4:47
4. «Chinese Bombs» — 1:15
5. «Movin' On» — 3:21
6. «M.O.R.» — 2:59

¹ Композиция «Song 2» отсутствовала в американской версии сборника

## Участники записи
- Дэймон Албарн — вокал, клавишные, гитара
- Грэм Коксон — гитара, бэк-вокал
- Алекс Джеймс — бас-гитара
- Дейв Раунтри — ударные
- Мити Адхикари — инженер
- Алан Бранч — инженер
- Чезаре — вертушки
- Элисон Хоу — продюсер
- Моби — продюсер, ремиксер
- Тёрстон Мур — микширование
- Уильям Орбит — продюсер, ремиксер
- Джефф Паркер — гитара
- Эдриан Шервуд — микширование
- Джон Смит — инженер
- Стивен Стрит — продюсер